# Soichiro Honda
Sōichirō Honda (本田 宗一郎), född 17 november 1906 i Hamamatsu i Shizuoka prefektur, död 5 augusti 1991, var en japansk ingenjör och industriman. Han grundade 1938 Honda Motor Co., Ltd.